# Клён четырёхмерный
Клён четырёхмерный (англ. Acer argutum) — вид деревьев рода Клён семейства Сапиндовые.

## Ареал
Этот клён естественно произрастает в восточных Гималаях и центральном Китае. Растёт в горных лесах, поднимаясь до 3500 метров над уровнем моря.

## Описание
Листопадное дерево небольшого размера до 15 метров в высоту. В Центральной Европе растёт в основном в виде большого многоствольного кустарника. Порой даёт корневую поросль. Ветви не опушены, имеют зеленовато-коричневую окраску, иногда с белыми полосами.
Листья цельные, иногда слегка трёхлопастные, боковые лопасти большей частью сильно редуцированы. Кончик листа вытянут, края зазубрены. Длина листьев колеблется от 5 до 8 см, а ширина около 5 см. Черешок также имеет в длину около 5 см. Сверху листовая пластина тёмно-зелёная, снизу окрашена светлее и при распускании опушена, впоследствии это опушение остаётся только на жилках. Осенняя окраска листьев жёлтая. Почки ярко-красные, чешуйки почек имеют необычную двухлопастную форму.
Клён четырёхмерный — двудомное дерево. Цветы собраны по 5-8 в метёлкообразные соцветия. Мужские цветы располагаются в листовой пазухе, женские стоят на короткой ножке. Цветы состоят из четырёх чашелистиков, четырёх лепестков и (у мужских цветков) четырёх тычинок. Нектарный диск располагается внутри тычиночного круга.
Крылышки в парной крылатке, являющейся плодом, стоят под острым углом друг к другу.

## Систематика
Acer stachyophyllum был впервые описан в 1875 году Уильямом Хайрном во Флоре британской Индии (англ. Flora of British India) Джозефа Гукера.
Внутри рода Клён этот вид входит в секцию Glabra и серию Arguta. К близкородственным видам относится Клён острый.
Различают следующие подвиды:
- A. stachyophyllum ssp. betulifolium (Maxim.) De Jong - листья меньше, яснее выделены лопасти, край листа зазубрен сильнее, осенняя окраска красная.
- A. stachyophyllum ssp. stachyophyllum